# Give It Away
"Give it Away" er en sang af Red Hot Chili Peppers frigivet i 1991 på albummet Blood Sugar Sex Magik. "Give It Away" var den første af fem singler fra albummet. Den vandt en Grammy i 1993, og Cleveland's Rock and Roll Hall of Fame har listet "Give It Away" som en af de 500 Sange der formede Rock and roll.

## Musikvideo
I musikvideoen ses medlemmerne i gylden maling (som dog fremstår som sølv, grundet den sort-hvide kamerastil), dansende vildt i en ørken. Bandmedlemmerne er alle klædt i usædvanligt tøj og med excentrisk hår. 
Grundet dens unikke fremtoning og energi, bliver videoen (instrueret af Stéphane Sednaoui, anset af fans af den alternative rockscene som en af de bedste, hvis ikke mest ekstreme, musikvideoer, og rangerer ofte højt i afstemninger. Sednaoui kom senere til at instruere andre musikvideoer for Red Hot Chili Peppers, deriblandt "Scar Tissue" og "Around the World". Den førstnævnte af disse kan ses som en form for fortsættelse, da den viser chilipebrene vende tilbage til ørkenen, mens den anden i kraftig grad er meget lig "Give it Away"'s visuelle stil..